# Cheaper by the Dozen 2
Cheaper by the Dozen 2 is een film uit 2005 onder regie van Adam Shankman.

## Verhaal
Tom (Steve Martin) en Kate (Bonnie Hunt) Baker willen voor de laatste keer met hun gezin van twaalf kinderen naar hun vakantiehuis aan het meer van Winnetka in Wisconsin. Een rustige vakantie wordt het zeker niet, want Tom loopt er zijn rivaal Jimmy Murtaugh opnieuw tegen het lijf. De twee lusten elkaar rauw en Jimmy is de trotse vader van acht voor hun leeftijd bijzonder getalenteerde kinderen en wil op alle vlakken concurreren met de Bakers. De Bakers willen natuurlijk niet achterblijven en gaan de 'strijd' aan. Maar dan wordt Toms oudste zoon verliefd op Jimmy's dochter Anne en ze zijn niet de enigen die verliefd worden, ook Sarah Baker en Eliot Murtaugh stappen in het liefdesbootje.

## Rolverdeling
Familie Baker
| Acteur           | Personage      | Opmerking         |
| ---------------- | -------------- | ----------------- |
| Steve Martin     | Tom Baker      |                   |
| Bonnie Hunt      | Kate Baker     |                   |
| Piper Perabo     | Nora Baker     |                   |
| Tom Welling      | Charlie Baker  |                   |
| Hilary Duff      | Lorraine Baker |                   |
| Alyson Stoner    | Sarah Baker    |                   |
| Forrest Landis   | Mark Baker     |                   |
| Morgan York      | Kim Baker      |                   |
| Liliana Mumy     | Jessica Baker  |                   |
| Jacob Smith      | Jake Baker     |                   |
| Brent Kinsman    | Nigel Baker    |                   |
| Shane Kinsman    | Kyle Baker     |                   |
| Blake Woodruff   | Mike Baker     |                   |
| Kevin Schmidt    | Henry Baker    |                   |
| Jonathan Bennett | Bud McNulty    | Getrouwd met Nora |

Familie Murtaugh
| Acteur               | Personage        |
| -------------------- | ---------------- |
| Eugene Levy          | Jimmy Murtaugh   |
| Carmen Electra       | Sarina Murtaugh  |
| Jaime King           | Anne Murtaugh    |
| Alexander Conti      | Kenneth Murtaugh |
| Taylor Lautner       | Elliot Murtaugh  |
| Melanie Tonello      | Becky Murtaugh   |
| Robbie Amell         | Daniel Murtaugh  |
| Courtney Fitzpatrick | Lisa Murtaugh    |
| Madison Fitzpatrick  | Robin Murtaugh   |
| Shawn Roberts        | Calvin Murtaugh  |